# Гійом Шифман
Гійо́м Шифман (фр. Guillaume Schiffman; дата й місце народження невідомі) — французький кіно- та телеоператор, лауреат премій BAFTA (2012), «Незалежний дух» (2012) та «Сезар» (2012), номінант на премію «Оскар» (2012).

## Біографія
Народився в сім'ї французького сценариста і кінорежисера Сюзанн Шифман (1929—2001), батьком Гійома був американець. Кар'єру оператора почав у 1992 році, знявши телевізійний фільм «Вишня».
Гійом Шифман найбільше відомий по співпраці з режисером Мішелем Азанавічусом, на знімальних майданчиках фільмів якого постійно виступає оператором. Працюючи p Азанавічусу, Шифман зняв три фільми: «Агент 117: Каїр — шпигунське гніздо» (2006), «Агент 117: Місія в Ріо» (2009) та «Артист» (2011). За операторську роботу останнього фільму Шифман став володарем британської премії BAFTA та американської Незалежний дух, а також номінувався на премію Оскар.
24 січня 2012 року Шиффман отримав свою першу в житті номінацію на премію "Оскар" за роботу над німим фільмом "Артист". 2012 року Шиффман отримав премію BAFTA за найкращу операторську роботу за фільм "Артист". У червні 2012 року він був запрошений до Академії кінематографічних мистецтв і наук разом з 175 іншими особами.

## Особисте життя
Живе з акторкою і режисером Еммануель Берко. У пари є син Немо Шифман (нар. 21.5.2000), який знімається у кіно та був номінований на премію «Сезар» як найперспективніший актор за роль у фільмі «По сигарети» (2013).

## Фільмографія
| Рік  |    | Українська назва                    | Оригінальна назва                | Роль            |
| ---- | -- | ----------------------------------- | -------------------------------- | --------------- |
| 1992 | тф | Вишня                               | Les merisiers                    | оператор        |
| 1992 | ф  | Перед бурею                         | Juste avant l'orage              | оператор        |
| 1994 | ф  | Посмішка                            | Le sourire                       | оператор        |
| 1995 | тф | Аварійна зупинка                    | Arrêt d'urgence                  | оператор        |
| 1995 | ф  | Монтана Блюз                        | Montana Blues                    | оператор        |
| 1996 | ф  | Берні                               | Bernie                           | оператор        |
| 1996 | с  | Кохання має повторитися             | L'@mour est à réinventer         | оператор        |
| 1998 | ф  | Поїздка з класом                    | La classe de neige               | оператор        |
| 1999 | ф  | Кеннеді і я                         | Kennedy et moi                   | оператор        |
| 2001 | с  | Дослідження Елоїза Роме             | Les enquêtes d'Éloïse Rome       | оператор        |
| 2002 | ф  | Броселіанд                          | Brocéliande                      | оператор        |
| 2004 | ф  | Анатомія пекла                      | Anatomie de l'enfer              | оператор        |
| 2004 | ф  | Велика роль                         | Le grand rôle                    | оператор        |
| 2006 | ф  | Агент 117: Каїр — шпигунське гніздо | OSS 117: Le Caire, nid d'espions | оператор        |
| 2006 | ф  | Амбіційні                           | Les ambitieux                    | оператор        |
| 2007 | ф  | Подивися на мене                    | Regarde-moi                      | оператор        |
| 2008 | ф  | Просте серце                        | Un coeur simple                  | оператор        |
| 2009 | ф  | Агент 117: Місія в Ріо              | OSS 117: Rio ne répond plus      | оператор, актор |
| 2010 | ф  | Генсбур. Герой і хуліган            | Gainsbourg (Vie héroïque)        | оператор        |
| 2010 | ф  | Адвокат                             | L'avocat                         | оператор        |
| 2010 | ф  | Ти, я та інші                       | Toi, moi, les autres             | оператор        |
| 2011 | ф  | Артист                              | The Artist                       | оператор        |
| 2012 | ф  | Право на «Ліво»                     | Les infidèles                    | оператор        |
| 2012 | ф  | Любов на кінчиках пальців           | Populaire                        | оператор        |
| 2013 | ф  | По сигарети                         | Elle s'en va                     | оператор        |
| 2013 | ф  | Наодинці                            | En solitaire                     | оператор        |
| 2014 | ф  | Пошук                               | The Search                       | оператор        |
| 2015 | ф  | Молода кров                         | La tête haute                    | оператор        |
| 2016 | ф  | Донька Бреста                       | La Fille de Brest                | оператор        |
| 2017 | ф  | Молодий Годар                       | Redoubtable                      | оператор        |
| 2019 | ф  | Перекладачі                         | Les traducteurs                  | оператор        |

## Визнання
| Рік                   | Категорія                    | Фільм                               | Результат |
| --------------------- | ---------------------------- | ----------------------------------- | --------- |
| Премія «Сезар»        |                              |                                     |           |
| 2007                  | Найкращий оператор           | Агент 117: Каїр — шпигунське гніздо | Номінація |
| 2011                  | Найкращий оператор           | Генсбур. Герой і хуліган            | Номінація |
| 2012                  | Найкращий оператор           | Артист                              | Перемога  |
| 2013                  | Найкращий оператор           | Любов на кінчиках пальців           | Номінація |
| 2018                  | Найкращий оператор           | Молодий Годар                       | Номінація |
| Європейський кіноприз |                              |                                     |           |
| 2011                  | Найкращий оператор           | Артист                              | Номінація |
| Премія «Оскар»        |                              |                                     |           |
| 2012                  | Найкраща операторська робота | Артист                              | Номінація |